# Shihoko Hirata
Shihoko Hirata (Prefettura di Kanagawa, ...) è una cantante giapponese nota per il suo lavoro nella colonna sonora del videogioco Persona 4.

## Biografia
Si avvicina alla musica a sei anni, età in cui inizia a suonare il pianoforte fino ai diciassette anni. A dodici anni si appassiona alla musica soul.
Nel 2002 studia gospel alla Soul Bird Music School, e dal 2003 fa dei corsi di canto presso la An Music School, con il maestro Mineko Mashita.
La sua carriera musicale inizia ufficialmente quando entra a far parte di una band durante l'università. È nel 2008 che viene chiamata a partecipare come cantante principale per la colonna sonora di Persona 4, composta da Shoji Meguro. Successivamente da il suo contributo anche per i due anime tratti dal videogioco, Persona 4 The Animation e Persona 4 The Golden Animation, nonché per i vari spin-off.
Nel 2015 e nel 2016 pubblica rispettivamente il primo e il secondo album in studio.

## Discografia

### Album in studio
- 2015 – The Stories of a Day
- 2016 – 7:08

### Colonne sonore
- 2008 – Persona 4 – Backside of the TV, Heartbeat Heartbreak, Heaven, Never More, Pursuing My True Self, Reach Out To The Truth, Signs of Love e Your Affection
- 2011 – Persona 4 The Animation – Ain't Nobody Can Hold Me Down, Alone in this World, Beauty of Destiny, Falling into Right Places, Key Plus Words, Sky's The Limit, The Way of Memories, True Feelings e We Are One and All
- 2012 – Persona 4 Golden – Shadow World, SNOWFLAKES e Time To Make History
- 2012 – Persona 4 Arena – Now i Know
- 2013 – Persona 4 Arena Ultimax – Break Out Of...
- 2014 – Persona 4 The Golden Animation – Dazzling Smile, Just Like the Wind, My Eyes Only, Next Chance to Move On e Ying Yang
- 2014 – Persona Q: Shadow of Labyrinth – Changing Me, Light the Fire Up in the Night "MIDNIGHT CHANNEL" e Maze of Life
- 2015 – Persona 4: Dancing All Night – Dance!
- 2018 – Persona Q2: New Cinema Labyrinth – Cinematic Tale, Colorful World, Remember We Got Your Back e Road Less Taken
- 2021 – Destiny Child – PLASTIC CITY, STEP OUT e Kizuna no Hate[2]
- 2024 – even if TEMPEST – Breaking of Dawn e Colored my days[3]